# Peter Vonhof
Peter Vonhof (Berlim, 15 de janeiro de 1949) é um ex-ciclista alemão que representou a Alemanha Ocidental em duas edições dos Jogos Olímpicos (1972 e 1976), lhes rendendo duas medalhas de ouro.